# 永峰咲希
永峰 咲希（ながみね さき、1995年4月28日 - ）は、宮崎県宮崎市出身の日本の女子プロゴルファーである。所属はニトリ。

## 経歴
宮崎日本大学高等学校卒業。
祖父が練習場で働いていた事をきっかけに11歳からゴルフを始める。ジュニア時代から池田兼武に師事。
アマチュア時代の主な成績として「九州高等学校ゴルフ選手権大会」（2011年、2013年）優勝、「全国高等学校ゴルフ選手権春季大会」（2013年）優勝等がある。また2012年の「日本女子オープンゴルフ選手権競技」では篠原真里亜（後のLPGA87期篠原まりあ）と共にローアマチュアを獲得した。
高校卒業後の2014年、日本女子プロゴルフ協会（LPGA）最終プロテストに進出し初挑戦で合格。LPGA86期生となる。
2015年はQTランキング37位でツアーに参戦。年間獲得賞金ランキング（賞金ランク）39位で自身初のシード入り。
2018年4月に開催された「フジサンケイレディスクラシック」において5アンダーの単独5位スタートであったが、最終日に5つスコアを伸ばし、10アンダーで並んだ菊地絵理香との2ホールのプレーオフを制してLPGAツアー初優勝を果たす。最終的に賞金ランクで自身最高位となる12位となる。
2019年は優勝はなかったものの、賞金ランク45位となり、5年連続シード入りとなった。
2020年、9月に開催された「第53回日本女子プロゴルフ選手権大会」にて最終日に首位から2打差の4位タイでスタートし、強風でスコアを崩す選手が多い中で5バーディー・2ボギーの3アンダー（69）を記録して通算12アンダーでホールアウト、2年ぶりのツアー2勝目をメジャータイトル獲得で飾った。
2021年12月19日、MRT宮崎放送の田野聖和と結婚。宮崎日大高の同級生で1年時に隣の席になったのをきっかけに交際を開始し、10年目の交際記念日であった。
2025年7月、「資生堂・JAL レディスオープン」最終日に首位タイから出て2バーディー、ボギーなしの70で回り、通算9アンダーで並んだ木戸愛とのプレーオフを3ホール目で制して、5年振りのツアー通算3勝目をあげた。

## プロ優勝（3）

### JLPGAツアー（3）
| No. | Date          | Tournament                     | スコア                 | 2位との差  | 2位（タイ）                  |
| --- | ------------- | ------------------------------ | ---------------------- | ---------- | ---------------------------- |
| 1   | 2018年4月23日 | フジサンケイレディスクラシック | −10（65-72-66=203）    | プレーオフ | 菊地絵理香                   |
| 2   | 2020年9月13日 | 日本女子プロゴルフ選手権大会   | −12（69-70-68-69=276） | 1打差      | イ・ナリ 木村彩子 田辺ひかり |
| 3   | 2025年7月6日  | 資生堂・JAL レディスオープン   | −9（67-73-69-70=279）  | プレーオフ | 木戸愛                       |